# Hrabstwo Jasper (Indiana)

Piramida wieku hrabstwa

Hrabstwo Jasper (ang. Jasper County) – hrabstwo w stanie Indiana w Stanach Zjednoczonych.

## Geografia
Według spisu z 2010 roku obszar całkowity hrabstwa obejmuje powierzchnię 561,39 mili2 (1453,99 km²), z czego 559,62 mili2 (1449,41 km²) stanowią lądy, a 1,76 mili2 (4,56 km²) stanowią wody. Według szacunków United States Census Bureau w roku 2012 miało 33 456 mieszkańców. Jego siedzibą administracyjną jest Rensselaer.

### Miasta
- De Motte
- Rensselaer
- Remington
- Wheatfield

### CDP
- Collegeville
- Roselawn